# Chentangzhuang
Chentangzhuang (kinesiska: 陈塘庄, 陈塘庄街道) är ett stadsdelsdistrikt i Kina. Det ligger i storstadsområdet Tianjin, i den norra delen av landet, nära eller i stadens centrum. Antalet invånare är 59 256. Befolkningen består av 29 330 kvinnor och 29 926 män. Barn under 15 år utgör 7,0 %, vuxna 15-64 år 80 %, och äldre över 65 år 12,0 %.